# ارنست کلاین
ارنست کلاین (انگلیسی: Ernest Cline؛ زادهٔ ۲۹ مارس ۱۹۷۲) نویسنده، فیلم‌نامه‌نویس، هنرپیشه، روزنامه‌نگار، رمان‌نویس، و وبلاگ‌نویس اهل ایالات متحده آمریکا است.
از فیلم‌ها یا برنامه‌های تلویزیونی که وی در آن نقش داشته‌است می‌توان به بازی‌های ویدئویی: فیلم اشاره کرد.